# Niddagau
Der Niddagau war eine mittelalterliche Gaugrafschaft, die sich entlang der Nidda in Mittelhessen um das heutige Friedberg und Bad Homburg vor der Höhe erstreckte. Im Südwesten grenzte er an den Rheingau und im Süden an den Maingau. Der Niddagau wird erstmals im Lorscher Codex mit Bezug zum Jahr 770 n. Chr. erwähnt.
Graf im Niddagau war:
- Liutfridus; † nach 876
- Konrad der Rote; † 10. August 955 in der Schlacht auf dem Lechfeld aus der Familie der Salier, 941 Graf im Nahegau, Speyergau, Wormsgau und Niddagau, 942/945 Graf in Franken, 944 adolescens, 945–954 Herzog von Lothringen, abgesetzt, begraben im Dom zu Worms; ⚭ um 947 Liutgard von Sachsen, * wohl 931; † 18. November 953, Tochter des Königs und späteren Kaisers Otto I., begraben im Stift St. Alban vor Mainz (Liudolfinger)